# العيون (ولاية تيسمسيلت)
العيون بلدية تابعة دائرة خميستي ولاية تيسمسيلت تقع بين لرجام وخميستي يقطنها حوالي 17000 نسمة